# Kiyoshi Oka

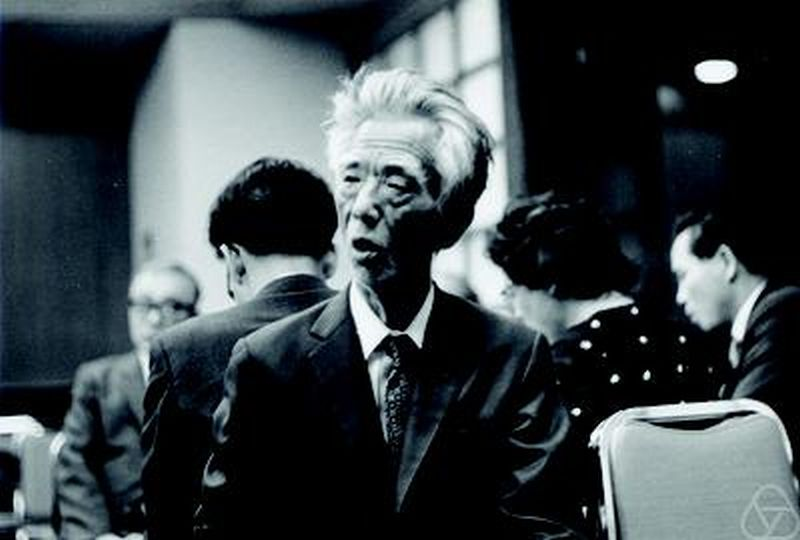
Kiyoshi Oka

Kiyoshi Oka (giapponese : 岡 潔; Osaka, 19 aprile 1901 – Nara, 1º marzo 1978) è stato un matematico giapponese che ebbe un ruolo fondamentale nella teoria delle funzioni di più variabili complesse..

## Biografia
Frequentò l'università imperiale di Kyoto, laureandosi in matematica nel 1924. Lo stesso anno fu nominato docente presso la stessa università. Visse quindi a Parigi per tre anni dal 1929, dopo i quali ritornò in Giappone all'università di Hiroshima.
Ha pubblicato le soluzioni del primo e del secondo problema dei Cugini e ha lavorato sui domini dell'olomorfismo, nel periodo tra il 1936 e il 1940. Questi furono successivamente ripresi da Henri Cartan e dalla sua scuola, svolgendo un ruolo fondamentale nello sviluppo della teoria del fascio.
Oka ha continuato a lavorare sul campo e ha dimostrato il teorema di coerenza di Oka nel 1950. Anche il lemma di Oka prende il nome da lui. È stato professore alla Nara Women's University in Giappone dal 1949 fino al pensionamento nel 1964. Dal 1969 fino alla sua morte ha insegnato matematica all'Università industriale di Kyoto.

## Premi e riconoscimenti
- 1951 - medaglia della Japan Academy of Science
- 1954 - premio Asahi-bunka-sho della cultura
- 1960 - Bunka-kunsho Medal of Culture